# Saturn Awards 1995
La 21ª edizione dei Saturn Awards si è svolta il 26 giugno 1995 in California, per premiare le migliori produzioni cinematografiche e televisive del 1994.

## Vincitori e candidati
I vincitori sono indicati in grassetto, a seguire gli altri candidati.

### Film

#### Miglior film di fantascienza
- Stargate, regia di Roland Emmerich[1]
- Ultracorpi - L'invasione continua (Body Snatchers), regia di Abel Ferrara
- Fuga da Absolom (No Escape), regia di Martin Campbell
- Il terrore dalla sesta luna (The Puppet Masters), regia di Stuart Orme
- Generazioni (Star Trek: Generations), regia di David Carson
- Street Fighter - Sfida finale (Street Fighter), regia di Steven E. de Souza
- Timecop - Indagine dal futuro (Timecop), regia di Peter Hyams

#### Miglior film fantasy
- Forrest Gump, regia di Robert Zemeckis[2]
- Angels (Angels in the Outfield), regia di William Dear
- Ed Wood, regia di Tim Burton
- I Flintstones (The Flintstones), regia di Brian Levant
- Il re leone (The Lion King), regia di Roger Allers e Rob Minkoff
- The Mask, regia di Chuck Russell
- Santa Clause (The Santa Clause), regia di John Pasquin

#### Miglior film horror
- Intervista col vampiro (Interview with the Vampire: The Vampire Chronicles), regia di Neil Jordan[3]
- Cronos, regia di Guillermo del Toro
- Il corvo - The Crow (The Crow), regia di Alex Proyas
- Frankenstein di Mary Shelley (Mary Shelley's Frankenstein), regia di Kenneth Branagh
- Mosquito, regia di Gary Jones
- Nightmare - Nuovo incubo (Wes Craven's New Nightmare), regia di Wes Craven
- Wolf - La belva è fuori (Wolf), regia di Mike Nichols

#### Miglior film d'azione/avventura
- Pulp Fiction, regia di Quentin Tarantino[4]
- Sotto il segno del pericolo (Clear and Present Danger), regia di Phillip Noyce
- Mowgli - Il libro della giungla (Rudyard Kipling's The Jungle Book), regia di Stephen Sommers
- Red Rock West, regia di John Dahl
- Le ali della libertà (The Shawshank Redemption), regia di Frank Darabont
- Speed, regia di Jan de Bont
- True Lies, regia di James Cameron

#### Miglior attore
- Martin Landau - Ed Wood
- Tom Hanks - Forrest Gump
- Kenneth Branagh - Frankenstein di Mary Shelley (Frankenstein)
- Tom Cruise - Intervista col vampiro (Interview with the Vampire: The Vampire Chronicles)
- Brad Pitt - Intervista col vampiro (Interview with the Vampire: The Vampire Chronicles)
- Arnold Schwarzenegger - True Lies
- Jack Nicholson - Wolf - La belva è fuori (Wolf)

#### Miglior attrice
- Sandra Bullock - Speed
- Jamie Lee Curtis - True Lies
- Mädchen Amick - Incubo d'amore (Dream Lover)
- Helena Bonham Carter - Frankenstein di Mary Shelley (Mary Shelley's Frankenstein)
- Penelope Ann Miller - L'uomo ombra (The Shadow)
- Michelle Pfeiffer - Wolf - La belva è fuori (Wolf)

#### Miglior attore non protagonista
- Gary Sinise - Forrest Gump
- Robert De Niro - Frankenstein di Mary Shelley (Mary Shelley's Frankenstein)
- Richard Attenborough - Miracolo nella 34ª strada (Miracle on 34th Street)
- Raúl Juliá - Street Fighter - Sfida finale (Street Fighter)
- Bill Paxton - True Lies
- James Spader - Wolf - La belva è fuori (Wolf)

#### Miglior attrice non protagonista
- Mia Sara - Timecop - Indagine dal futuro (Timecop)
- Halle Berry - I Flintstones (The Flintstones)
- Rosie O'Donnell - I Flintstones (The Flintstones)
- Robin Wright Penn - Forrest Gump
- Whoopi Goldberg - Generazioni (Star Trek: Generations)
- Tia Carrere - True Lies

#### Miglior attore emergente
- Kirsten Dunst - Intervista col vampiro (Interview with the Vampire: The Vampire Chronicles)
- Joseph Gordon-Levitt - Angels (Angels in the Outfield)
- Jonathan Taylor Thomas - Il re leone (The Lion King)
- Luke Edwards - Un lavoro da grande (Little Big League)
- Miko Hughes - Nightmare nuovo incubo (New Nightmare)
- Elijah Wood - Genitori cercasi (North)

#### Miglior regia
- James Cameron - True Lies[5]
- Jan de Bont - Speed
- William Dear - Angels (Angels in the Outfield)
- Neil Jordan - Intervista col vampiro (Interview with the Vampire: The Vampire Chronicles)
- Alex Proyas - Il corvo - The Crow (The Crow)
- Robert Zemeckis - Forrest Gump

#### Miglior sceneggiatura
- Jim Harrison e Wesley Strick - Wolf - La belva è fuori (Wolf)
- Scott Alexander e Larry Karaszewski - Ed Wood
- Eric Roth - Forrest Gump
- Steph Lady e Frank Darabont - Frankenstein di Mary Shelley (Frankenstein)
- Frank Darabont - Le ali della libertà (The Shawshank Redemption)
- Mark Verheiden - Timecop - Indagine dal futuro (Timecop)

#### Miglior costumi
- Sandy Powell - Intervista col vampiro (Interview With The Vampire)
- Arianne Phillips - Il corvo - The Crow (The Crow)
- Rosanna Norton - I Flintstones (The Flintstones)
- Ha Nguyen - The Mask
- Bob Ringwood - L'uomo ombra (The Shadow)
- Joseph A. Porro - Stargate

#### Miglior trucco
- Rick Baker e Ve Neill - Intervista col vampiro (Interview with the Vampire: The Vampire Chronicles)
- Stan Winston e Michèle Burke - Intervista col vampiro (Interview with the Vampire: The Vampire Chronicles)
- Greg Cannom - The Mask
- Daniel Parker e Paul Engelen - Frankenstein di Mary Shelley (Mary Shelley's Frankenstein)
- Alec Gillis e Tom Woodruff Jr. - Santa Clause (The Santa Clause)
- Rick Baker - Wolf - La belva è fuori (Wolf)

#### Migliori effetti speciali
- John Bruno - True Lies
- Andrew Mason - Il corvo (The Crow)
- Ken Ralston - Forrest Gump
- Illusion Arts Inc., Fantasy II Film Effects e Visual Concept Engineering - L'uomo ombra (The Shadow)
- Jeffrey A. Okun e Patrick Tatopoulos - Stargate
- Gregory L. McMurry - Timecop - Indagine dal futuro (Timecop)

#### Miglior colonna sonora
- Howard Shore - Ed Wood
- Alan Silvestri - Forrest Gump
- Elliot Goldenthal - Intervista col vampiro (Interview with the Vampire: The Vampire Chronicles)
- Patrick Doyle - Frankenstein di Mary Shelley (Frankenstein)
- Jerry Goldsmith - L'uomo ombra (The Shadow)
- J. Peter Robinson - Nightmare - Nuovo incubo (Wes Craven's New Nightmare)

### Televisione

#### Miglior serie televisiva
- X-Files (The X-Files)
- Terra-Due (Earth-Two)
- M.A.N.T.I.S.
- I viaggiatori (Sliders)
- SeaQuest - Odissea negli abissi (seaQuest DSV)
- Star Trek: The Next Generation
- I Simpson (The Simpsons)

#### Miglior presentazione televisiva
- Alien Nation: Dark Horizon
- Delitto di stato (Fatherland)
- Hercules (Hercules: The Legendary Journeys)
- Roswell
- L'ombra dello scorpione (The Stand)
- TekWar
- Witch Hunt

### Video

#### Miglior video
- Cronos
- Body Melt
- Jack Be Nimble
- Il mio vicino Totoro (となりのトトロ)
- Fantasmi III - Lord of the Dead (Phantasm III: Lord of the Dead)
- Shrunken Heads
- Visitors (V)

## Premi speciali
- Golden Scroll of Merit (Outstanding Achievement): That Little Monster
- Life Career Award: 
  - Sean Connery
  - Wes Craven
  - Joel Silver
- George Pal Memorial Award: Robert Zemeckis
- Service Award: Forrest J. Ackerman
- Special Award: Richard Fleischer per la sua carriera